# 茨城県道184号島並鉾田線

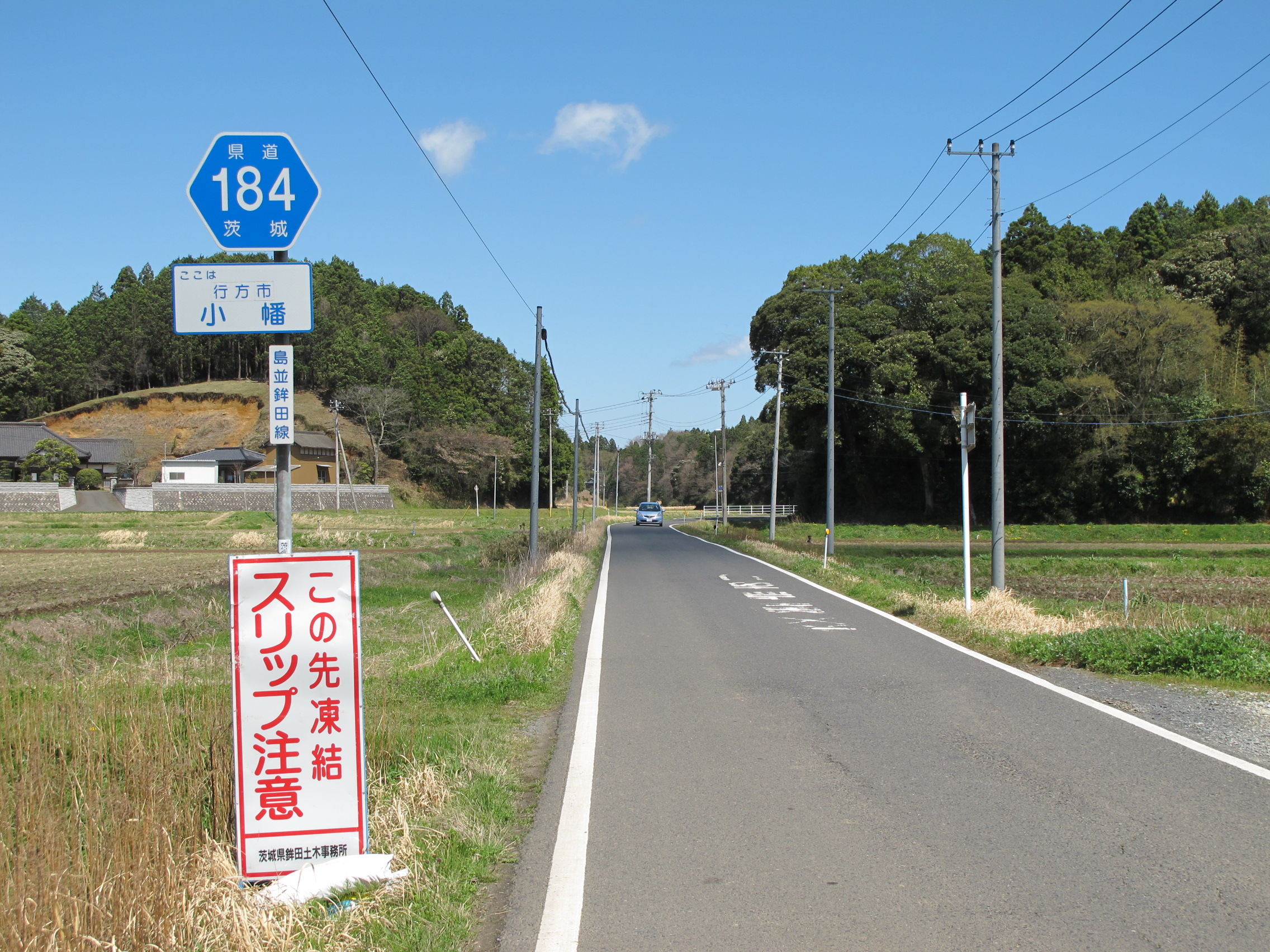
行方市小幡（2013年4月）

茨城県道184号島並鉾田線（いばらきけんどう184ごう しまなみほこたせん）は、茨城県行方市から鉾田市に至る一般県道である。

## 概要
行方市南の国道355号（南坂下交差点）から分岐北上し、行方市北浦地区を経て、鉾田市鉾田の茨城県道8号小川鉾田線交点に至る道路で、行方市中部を南北に縦断する路線である。経路の中間地点にある行方市両宿で国道354号と交差する。路線名の「島並」は、行方市の字名である島並をのことを指すが、島並は本路線起点位置よりやや南に位置する。

### 路線データ
- 起点：茨城県行方市南（国道355号交点、南坂下交差点）[1]
- 終点：茨城県鉾田市串挽字矢口424番地先（茨城県道2号水戸鉾田佐原線交点 串挽交差点）[2]
- 総延長：16.639 km[3]
- 重用延長：0.448 km[3]
- 未供用延長：なし[3]
- 実延長：16.191 km[3]
- 自動車交通不能区間延長[注釈 1]：0.100 km[3]

## 歴史
1959年（昭和34年）10月14日、新たな県道として行方郡麻生町大字島並を起点とし、行方郡北浦村を経由して鹿島郡鉾田町を終点とする区間を本路線とする県道島並鉾田線として茨城県が県道路線認定した。認定当初の終点は、鉾田町大字借宿の主要地方道小川鉾田線交点としたが、1966年（昭和41年）に終点を鉾田町大字串挽の主要地方道水戸鉾田佐原線交点に変更して、町村道を編入したルート付け替えが行われた。1995年（平成7年）に茨城県道路線の整理番号再編が行われた際に、整理番号184となり現在に至る。

### 年表
- 1959年（昭和34年）10月14日
  - 路線認定（図面対照番号191）[4]。
  - 道路の区域は、行方郡麻生町大字島並の主要地方道石岡潮来線（現：国道355号）分岐から鹿島郡鉾田町大字借宿の主要地方道小川鉾田線交点までと決定された[1]。
- 1966年（昭和41年）11月7日：行方郡北浦村大字両宿 - 鹿島郡鉾田町大字串挽の町村道の一部（4.179 km）を県道の区域に編入。終点を、鹿島郡鉾田町大字借宿（主要地方道小川鉾田線交点）から鉾田町大字串挽（主要地方道水戸鉾田佐原線交点）に変更して、ルートを付け替え供用開始[2]。
- 1968年（昭和43年）3月25日：行方郡北浦村大字両宿字山王の220 m区間を線形改良[5]。
- 1972年（昭和47年）6月1日：行方郡北浦村大字小幡字武田界 - 同字トウノ下（県道山田玉造線交点）の狭隘路（最小幅員3.0 m）を2車線化道路改良バイパス（1.214 km）へ付け替え供用開始[6]。
- 1979年（昭和54年）7月9日：行方郡北浦村大字両宿地内の1.48 km区間を2車線化改良供用開始[7]。
- 1986年（昭和61年）4月21日：行方郡麻生町大字井貝の狭隘道路（約0.8 km）を改良2車線化供用[8]。
- 1986年（昭和61年）9月25日：行方郡北浦村大字内宿 - 同村大字長野江の現道区間（1.524 km）を改良2車線供用[9]。
- 1991年（平成3年）9月26日：行方郡北浦村大字両宿 - 大字内宿の狭隘道路を迂回するバイパス道路区域（818.5 m）が決定[10]。
- 1995年（平成7年）3月30日：整理番号248から現在の番号（整理番号184）に変更される[11]。
- 1996年（平成8年）11月21日：行方郡北浦町大字南高岡 - 大字小幡までのバイパス道路（約0.8 km）が開通[12]。
- 1998年（平成10年）3月30日：北浦町大字南高岡 - 大字小幡までの旧道（900 m）が指定解除により町道に降格する[13]。
- 1999年（平成11年）12月16日：北浦町大字両宿 - 大字内宿までの旧道（345 m）が指定解除により町道に降格する[14]。
- 2003年（平成15年）11月27日：北浦町大字内宿地内（自性寺付近）の道路改良バイパス道路（約0.36 km）が開通[15]。
- 2007年（平成19年）11月1日：行方市南地内の現道を2車線化拡幅改良する区域が決定する[16]。
- 2008年（平成20年）3月26日：行方市小幡（現道分岐 - 県道山田玉造線交点）の道路改良バイパス道路（約1.1km）が開通[17]。
- 2009年（平成21年）1月13日：行方市小幡地内の旧道（1.004 km）が指定解除され行方市道へ降格[18][19]。

## 路線状況

### 重複区間
- 茨城県道183号山田玉造線（行方市小幡）

## 地理

### 通過する自治体
- 茨城県
  - 行方市 - 鉾田市

### 交差する道路
- 国道355号（行方市南：起点・南坂下交差点）
- 茨城県道50号水戸神栖線（行方市小高：小高交差点）
- 茨城県道183号山田玉造線（行方市小幡）※重複
- 国道354号北浦バイパス（行方市両宿：両宿北交差点）
- 茨城県道2号水戸鉾田佐原線（鉾田市串挽：終点・串挽交差点）

### 沿線
- 行方市立小高小学校跡（行方市小高）※廃校
- 化蘇沼稲荷神社（行方市内宿）
- 鉾田市立串挽小学校跡（鉾田市串挽）※廃校